# Playa de Toró
La playa de Toró, conocida también como Entremís, es una playa del concejo de Llanes, Asturias.
Se enmarca en las playas de la Costa Oriental de Asturias, también llamada Costa Verde Asturiana y está considerada  paisaje protegido, desde el punto de vista medioambiental (por su vegetación). Por este motivo está integrada, según información del Ministerio de Agricultura, Alimentación y Medio Ambiente, en el Paisaje Protegido de la Costa Oriental de Asturias.

## Descripción

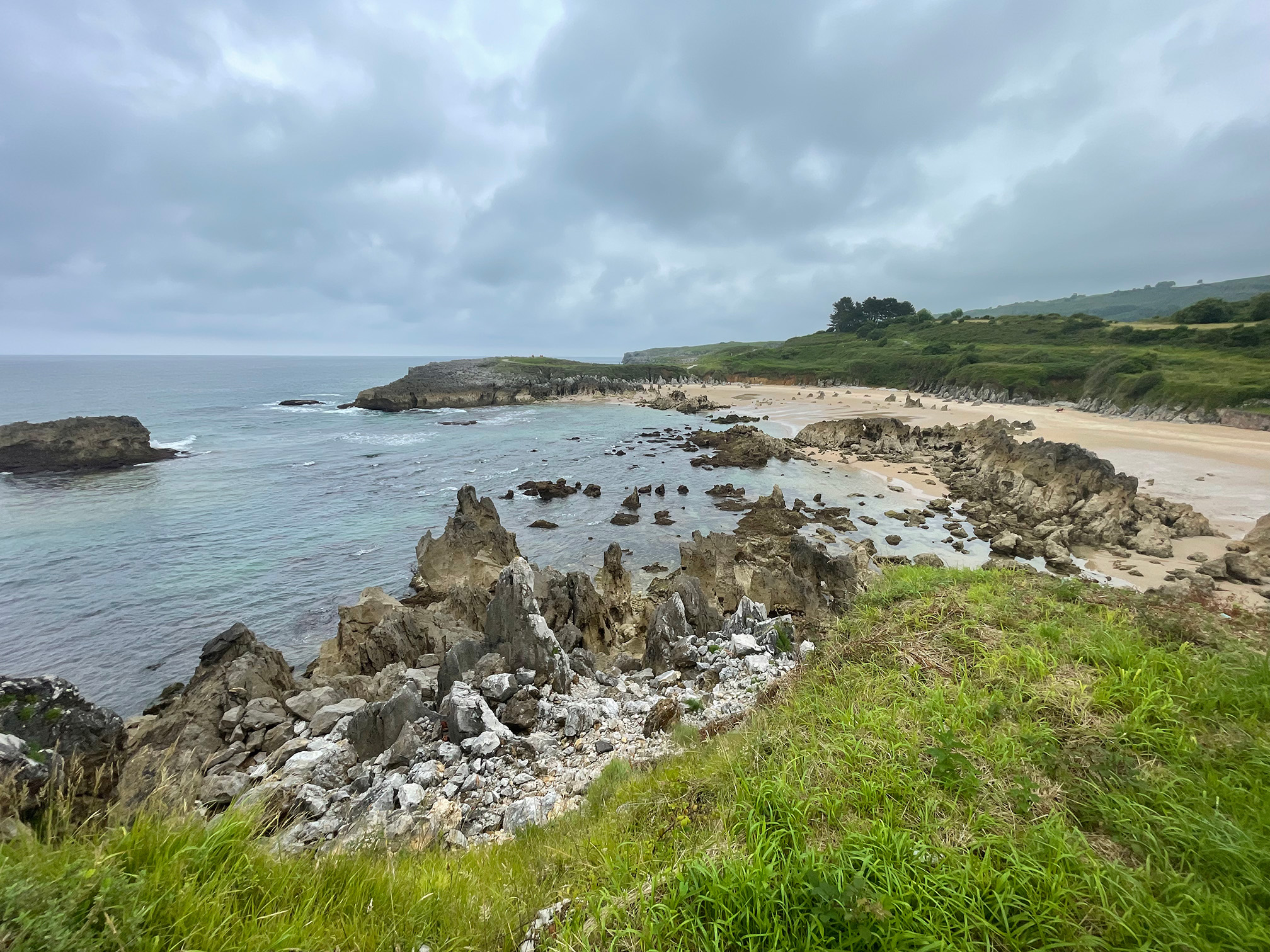
Playa de Toró

La playa de Toró presenta forma de concha  con un lecho formado tanto por finas arenas blancas como por grandes pináculos rocosos, de origen kárstico.
Se la considera una playa semiurbana por estar ubicada muy próxima al casco urbano de Llanes, lo cual  hace que tenga una gran afluencia de bañistas. Está rodeada por un paseo que llega hasta un mirador y unos acantilados bajos, vecinos a la Playa de Portiello.  Cuenta con gran variedad de servicios que van desde un aparcamiento propio, a aseos, duchas, lavapiés, servicio de limpieza, papeleras, teléfono…hasta establecimientos de comida y bebida o fuente de agua potable.  En verano cuenta además con equipo de salvamento. Además cuenta con aseos y duchas  para discapacitados, así como un servicio de anfibugui, para el acceso hasta el agua de  minusválidos.
Por su espectacularidad cuenta con la certificación Q de calidad, y desde 1996 cuenta según los años con Bandera Azul, siendo el último año en la que la obtuvo 2014.